# Campyloneurus stigmosus
Campyloneurus stigmosus (лат.) — вид паразитических наездников рода Campyloneurus из семейства Braconidae.

## Распространение
Китай (Fujian, Guangdong)

## Описание
Мелкие бракониды (от 4,5 до 6 мм). Усики тонкие, нитевидые, состоят из 40 члеников. От близких видов отличается следующими признаками: голова и мезосома в основном чёрные, с пятнами цвета слоновой кости (у сходного вида Campyloneurus gibbiventris голова и мезосома полностью чёрные); пятый тергит грубо скульптурированный (у C. gibbiventris гладкий); яйцеклад короче, на 0,2 раза больше длины тела (у C. gibbiventris в 0,4 раза); тергиты метасомы преимущественно чёрные с беловато-жёлтыми пятнами (у C. gibbiventris полностью чёрные); перепонка крыла дымчато-серая, птеростигма и жилки темно-коричневые (у C. gibbiventris перепонка крыла, птеростигма и жилки черновато-коричневые).
Третий тергит брюшка в задней части с хорошо развитой зазубреной поперечной бороздкой. Усики длиннее переднего крыла; дорсальный клипеальный край килевидный; брюшко гладкой и блестящее. Предположительно эктопаразитоиды личинок жуков.